# Mametz (Somme)
Pour les articles homonymes, voir Mametz.
Ne doit pas être confondu avec la commune du Pas-de-Calais Mametz.
Mametz [mame] est une ancienne commune française située dans le département de la Somme, en région Hauts-de-France.
Elle a fusionné le 1er janvier 2019 avec Carnoy pour former la commune nouvelle de Carnoy-Mametz, dont elle est désormais une commune déléguée.
Les habitants de Mametz sont appelés les Mametziens et Mametziennes.

## Géographie

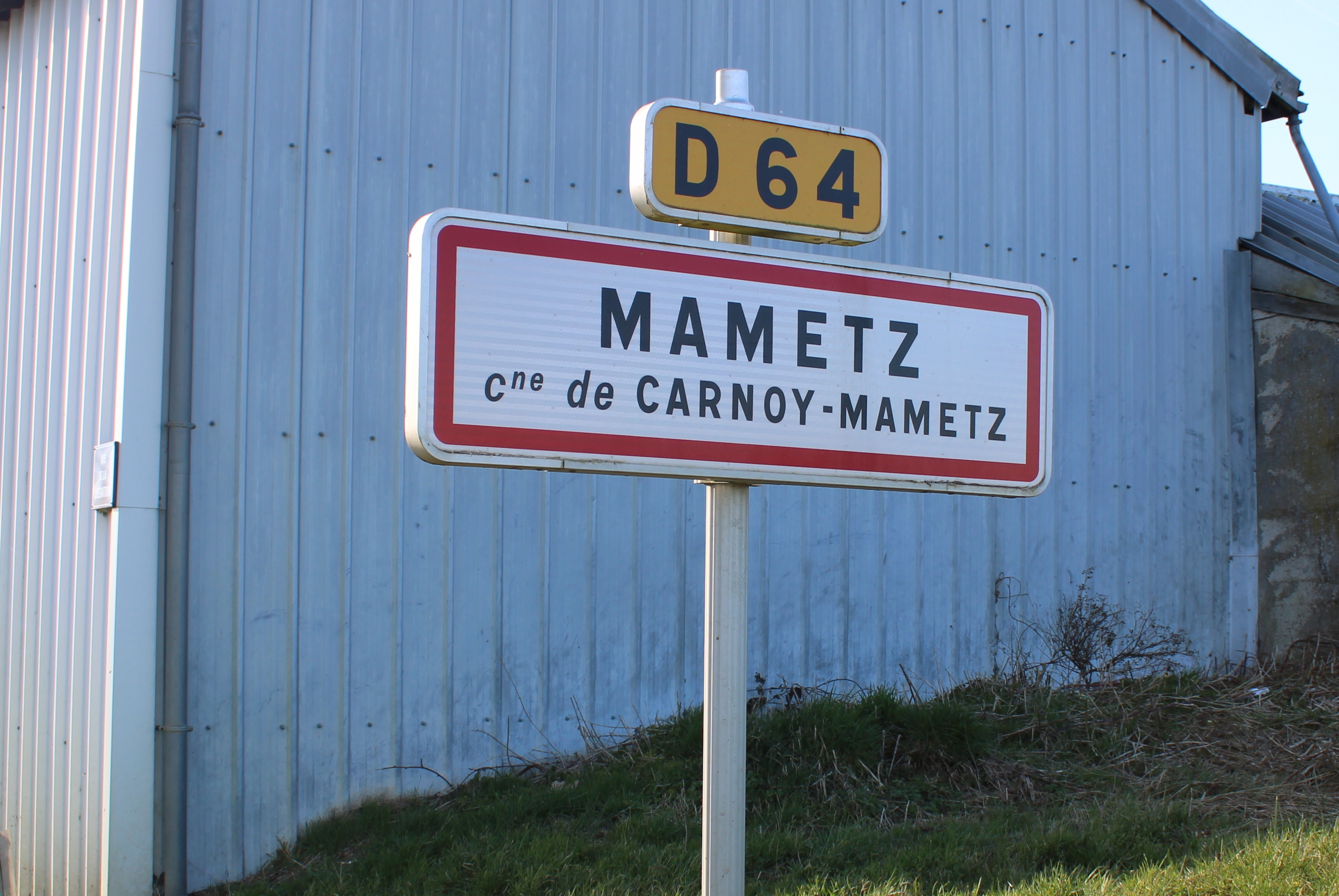
Entrée du village.

### Localisation
Mametz se situe entre Albert et Bray-sur-Somme sur le 50e parallèle.

### Communes limitrophes
Avant la fusion de 2019, Mametz était limitrophe des communes suivantes :

### Transports en commun routiers
La localité est desservie par la ligne d'autocars no 39 (Albert - Péronne) et la ligne no 46 (Péronne - Cléry-sur-Somme - Albert), chaque jour de la semaine sauf le dimanche et les jours fériés.

### Géographie physique

#### Nature du sol et du sous-sol
Le sous-sol est essentiellement crayeux.

#### Relief, paysage, végétation
Le paysage est constitué de plaines cultivées et boisées.

#### Hydrographie
Aucun cours d'eau ne traverse le territoire communal.

#### Climat
Le climat de la commune est tempéré océanique.

### Géographie humaine

#### Urbanisme et habitat
Le village est essentiellement résidentiel et à vocation agricole.

#### Aménagements et développement durable
Aménagements réalisés[Quand ?]
- la commune a remis à niveau ses voiries hors agglomération.

Aménagements projetés : 
- création d'une salle polyvalente ;
- remise à niveau de ses équipements et réseaux d'eau potable et la sécurisation de son approvisionnement en eau ;
- réduction de la vitesse dans l'agglomération, qui est traversée par une route départementale.

## Toponymie
On trouve plusieurs formes dans les textes anciens pour désigner Mametz : Mammaca (877.) ; Mammetum… ; Mames (1184.) ; Moumes (1201.) ; Maumes (1301.) ; Mamuels (1452.) ; Mammes (14...) ; Mamines (1452.) ; Mammetz (1513.) ; Mamets (1567.) ; Mamen (1648.) ; Mamerii (1637.) ; Mamée (1705.) ; Mamé (1710.) ; Mamez (1720.) ; Mamet (1733.) ; Mametz (1743.).

## Histoire

### Moyen Âge
- En 1316, on trouve la trace de la seigneurie de Mametz pour Engherand de Maumes, chevalier du roi de France,

- En 1322, Mathieu II de Mailly, seigneur de Mametz.
- Pierre, Lancelot et Raoul de Mametz meurent le 25 octobre 1415 à la bataille d'Azincourt.

### Première Guerre mondiale
Le 1er juillet 1916, au premier jour de la bataille de la Somme, contournant le « saillant de Fricourt » par le sud, la 7e division britannique s'empara du village, dans l'après-midi.
Le nom de Mametz est resté lié au bois qui se situe au nord-est du village, lieu de résistance allemande. Les soldats gallois s'en emparèrent le 12 juillet 1916, après huit jours de combats acharnés, au prix de très lourdes pertes. Le poète gallois Harry Fellows combattit à cet endroit.
C'est cette même division qui fut chargée de reconquérir le bois de Mametz en août 1918 lors la contre-offensive alliée après l'Offensive du Printemps  (ou bataille du Kaiser, qui fut la dernière grande offensive allemande).
Le grand lance-flammes de Livens de l'armée britannique y a été déployé, mais a été rendu inutilisable par un obus allemand le 28 juin 1916. Cette arme de 20 m de long pesait 2,5 tonnes et était servie par 7 hommes. Elle était  capable de projeter un jet d'essence enflammé à plus de 100 m de distance.
De nombreux clichés photographiques sont faits par les armées alliées en 1917, montrant la désolation du site,,
Le village est  détruit à la fin de la guerre,,. À ce titre, le village a été décoré de la Croix de guerre 1914-1918, le 27 octobre 1920.

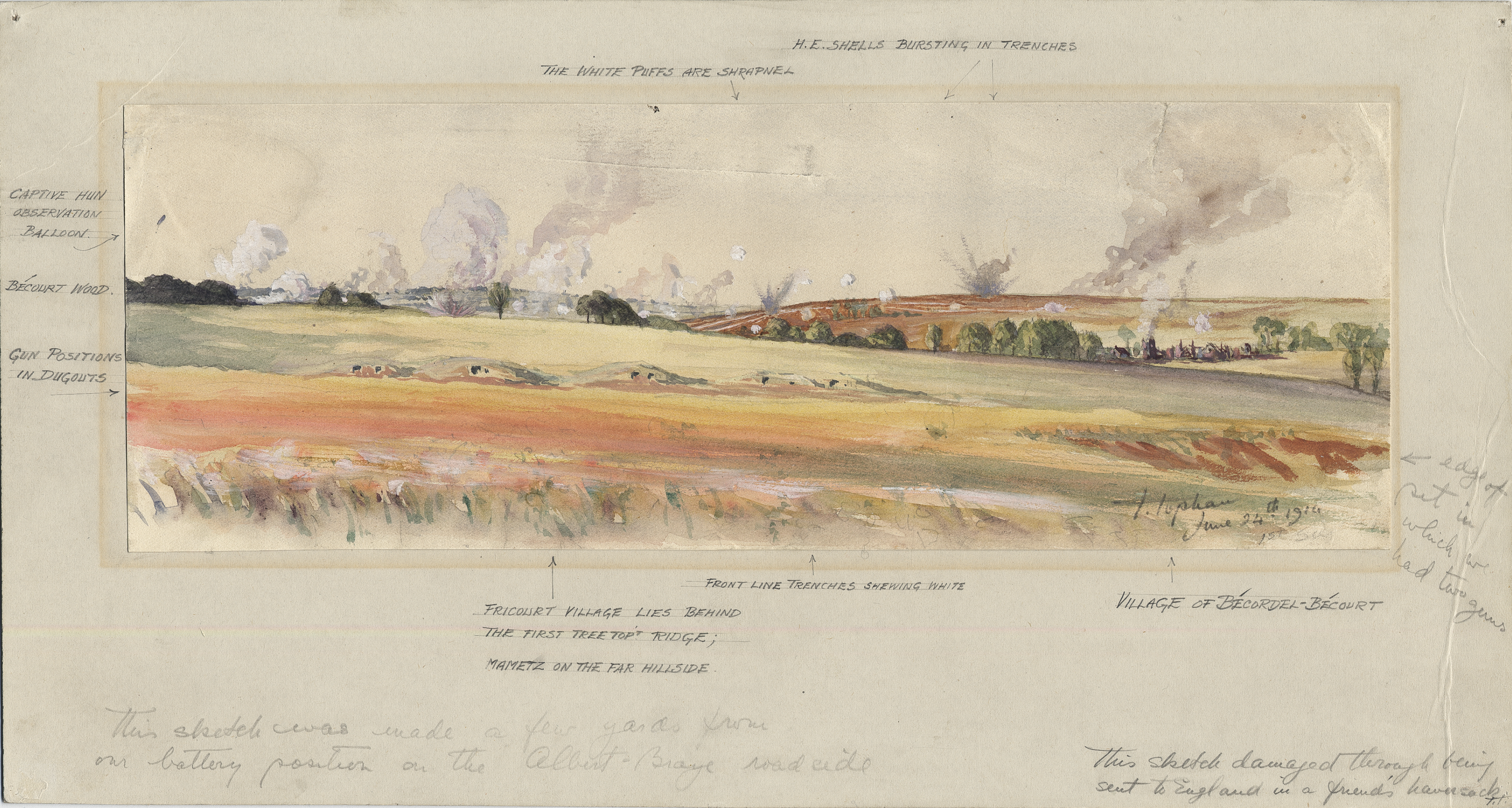
William Thurston Topham :Aquarelle : Les premiers bombardements.
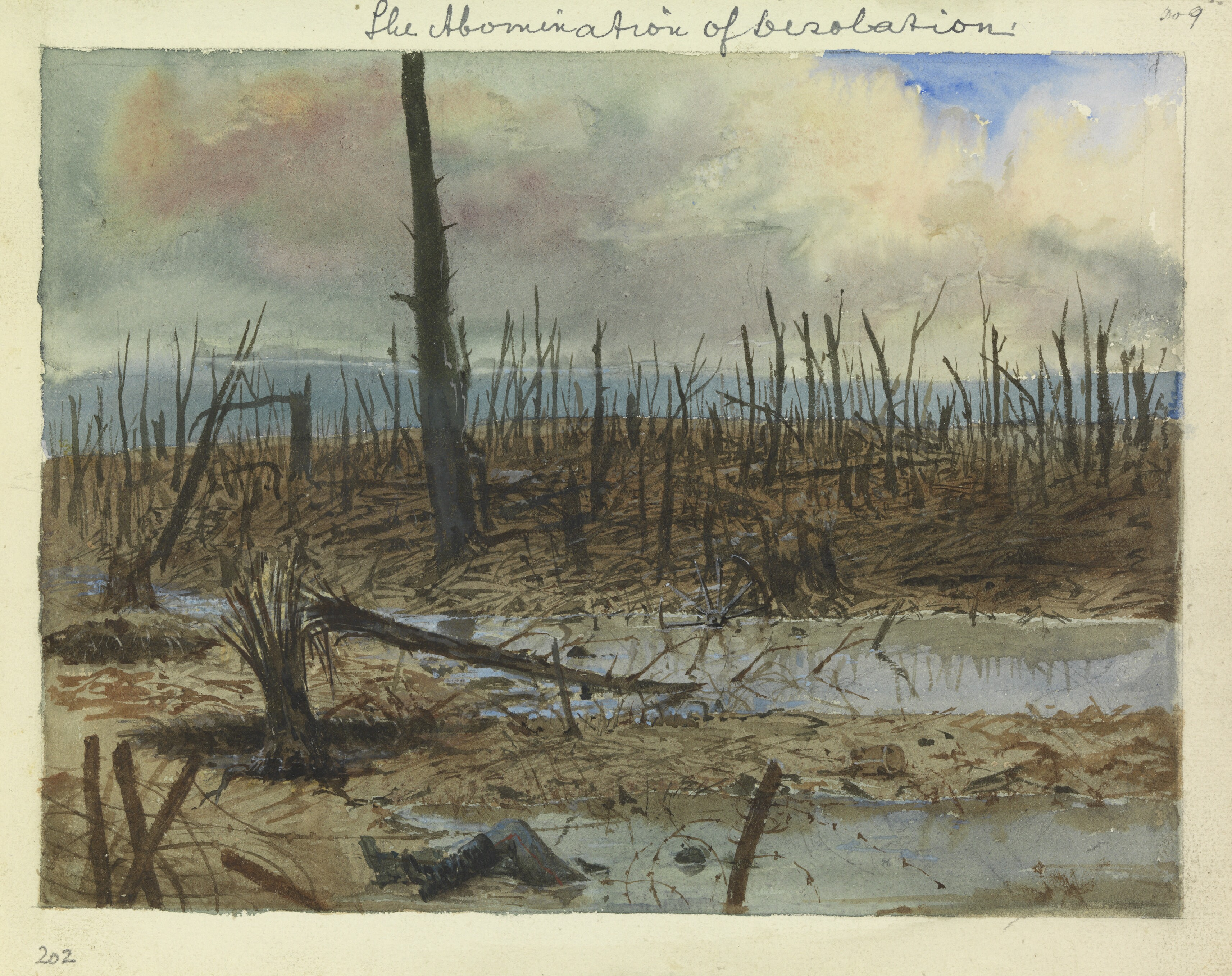
J.B. Morall : The Abomination of Desolation, aquarelle : le bois de Mametz en 1916.
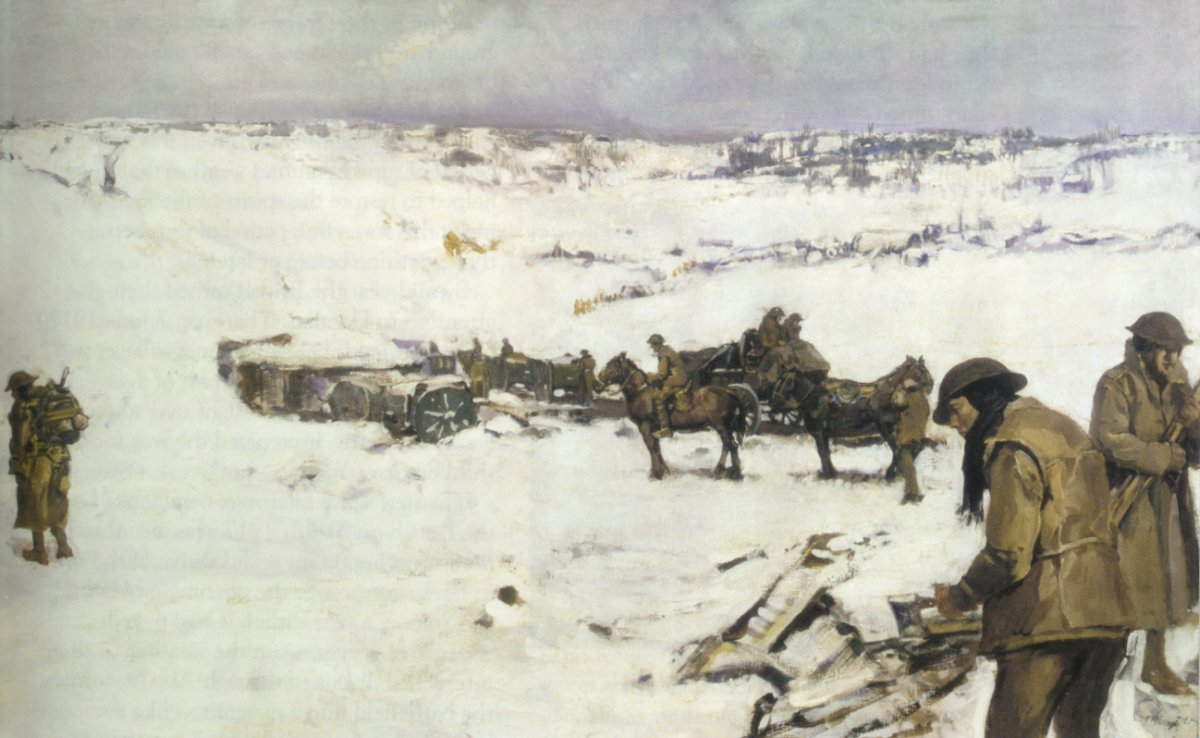
Frank Crozier : Mametz en hiver pendant la Grande Guerre.
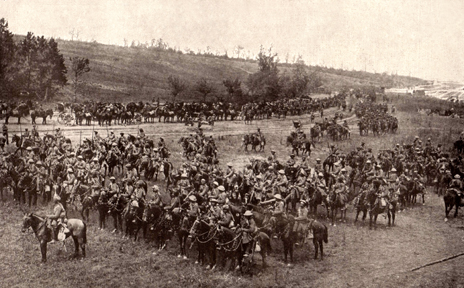
Mametz, le 18e régiment de lanciers britannique en 1916.

### Fusion de communes
À la suite de la proposition du maire de Carnoy, dont la faible population (105 habitants)  rendait difficile ne serait-ce que la constitution d'une liste de 11 candidats aux élections municipales ou la gestion minimale de chaque collectivité (élaboration d'un budget, les listes électorales...), outre l'incitation budgétaire offerte par l'État pendant trois ans, celle-ci fusionne avec Mametz pour former, le 1er décembre 2019, la commune nouvelle de Carnoy-Mametz,.
Mametz est désormais une commune déléguée de Carnoy-Mametz.

## Politique et administration

### Rattachements administratifs et électoraux
Mametz se trouve dans l'arrondissement de Péronne du département de la Somme. Pour l'élection des députés, elle fait partie depuis 2012 de la sixième circonscription de la Somme.
Elle faisait partie depuis 1793 du canton d'Albert. Dans le cadre du redécoupage cantonal de 2014 en France, elle est restée intégrée à ce canton  (passé de 26 à 67 communes), jusqu'à la fusion de 2019.

### Intercommunalité
La commune faisait partie de la communauté de communes du Pays du Coquelicot jusqu'à la fusion de 2019.

### Liste des maires
| Période                                  | Période       | Identité        | Étiquette | Qualité                                     |
| ---------------------------------------- | ------------- | --------------- | --------- | ------------------------------------------- |
| Les données manquantes sont à compléter. |               |                 |           |                                             |
| mars 2001                                | 2006          | Émile Rousselle |           |                                             |
| mars 2006                                | mars 2008     | Hélène Clin     |           |                                             |
| mars 2008                                | décembre 2018 | Stéphane Brunel | SE        | Conseiller général d'Albert (2011 → 2015) ) |

| Période      | Période  | Identité        | Étiquette | Qualité |
| ------------ | -------- | --------------- | --------- | ------- |
| janvier 2019 | En cours | Stéphane Brunel | SE        |         |

## Population et société

### Démographie
L'évolution du nombre d'habitants est connue à travers les recensements de la population effectués dans la commune depuis 1793. Pour les communes de moins de 10 000 habitants, une enquête de recensement portant sur toute la population est réalisée tous les cinq ans, les populations de référence des années intermédiaires étant quant à elles estimées par interpolation ou extrapolation. Pour la commune, le premier recensement exhaustif entrant dans le cadre du nouveau dispositif a été réalisé en 2008.

En 2016, la commune comptait 183 habitants, en évolution de +10,91 % par rapport à 2010 (Somme : −1,26 %, France hors Mayotte : +2,11 %).
| 1793 | 1800 | 1806 | 1821 | 1831 | 1836 | 1841 | 1846 | 1851 |
| ---- | ---- | ---- | ---- | ---- | ---- | ---- | ---- | ---- |
| 443  | 367  | 510  | 509  | 512  | 541  | 542  | 524  | 513  |

| 1856 | 1861 | 1866 | 1872 | 1876 | 1881 | 1886 | 1891 | 1896 |
| ---- | ---- | ---- | ---- | ---- | ---- | ---- | ---- | ---- |
| 457  | 438  | 416  | 383  | 365  | 343  | 305  | 301  | 279  |

| 1901 | 1906 | 1911 | 1921 | 1926 | 1931 | 1936 | 1946 | 1954 |
| ---- | ---- | ---- | ---- | ---- | ---- | ---- | ---- | ---- |
| 259  | 269  | 230  | 70   | 118  | 117  | 139  | 149  | 159  |

| 1962 | 1968 | 1975 | 1982 | 1990 | 1999 | 2006 | 2008 | 2013 |
| ---- | ---- | ---- | ---- | ---- | ---- | ---- | ---- | ---- |
| 150  | 150  | 174  | 188  | 177  | 165  | 165  | 164  | 178  |

| 2016 | - | - | - | - | - | - | - | - |
| ---- | - | - | - | - | - | - | - | - |
| 183  | - | - | - | - | - | - | - | - |

### Enseignement
Les communes de Fricourt, Bécordel-Bécourt et Mametz sont associées[Quand ?] au sein d'un regroupement pédagogique intercommunal (RPI)
La commune fut la première du canton d'Albert, en 2010, à équiper son école primaire d'un espace numérique de travail (tableau blanc interactif et ordinateurs portables pour les élèves)[réf. nécessaire] ;

### Vie associative
- Aujourd'hui[Quand ?], trois associations fonctionnent à Mametz[réf. nécessaire] : 
  - une association de chasseurs ;
  - le comité des fêtes ;
  - l'association « Mametz au fil du temps » qui a pour but d'effectuer des études et recherches sur la vie de la commune.

### Manifestations culturelles et associatives
- La fête communale a lieu le dimanche qui précède le 14 juillet[réf. nécessaire].

### Économie
La commune a une économie essentiellement agricole, consacrée à la culture de la betterave, blé, orge, pomme de terre, maïs, avoine et luzerne pour l'alimentation des chevaux, bovins et ovins. De nos jours, seules, quelques fermes ont survécu.
Trois artisans y sont installés (terrassier, couvreur et maçon).

## Culture locale et patrimoine

### Galerie

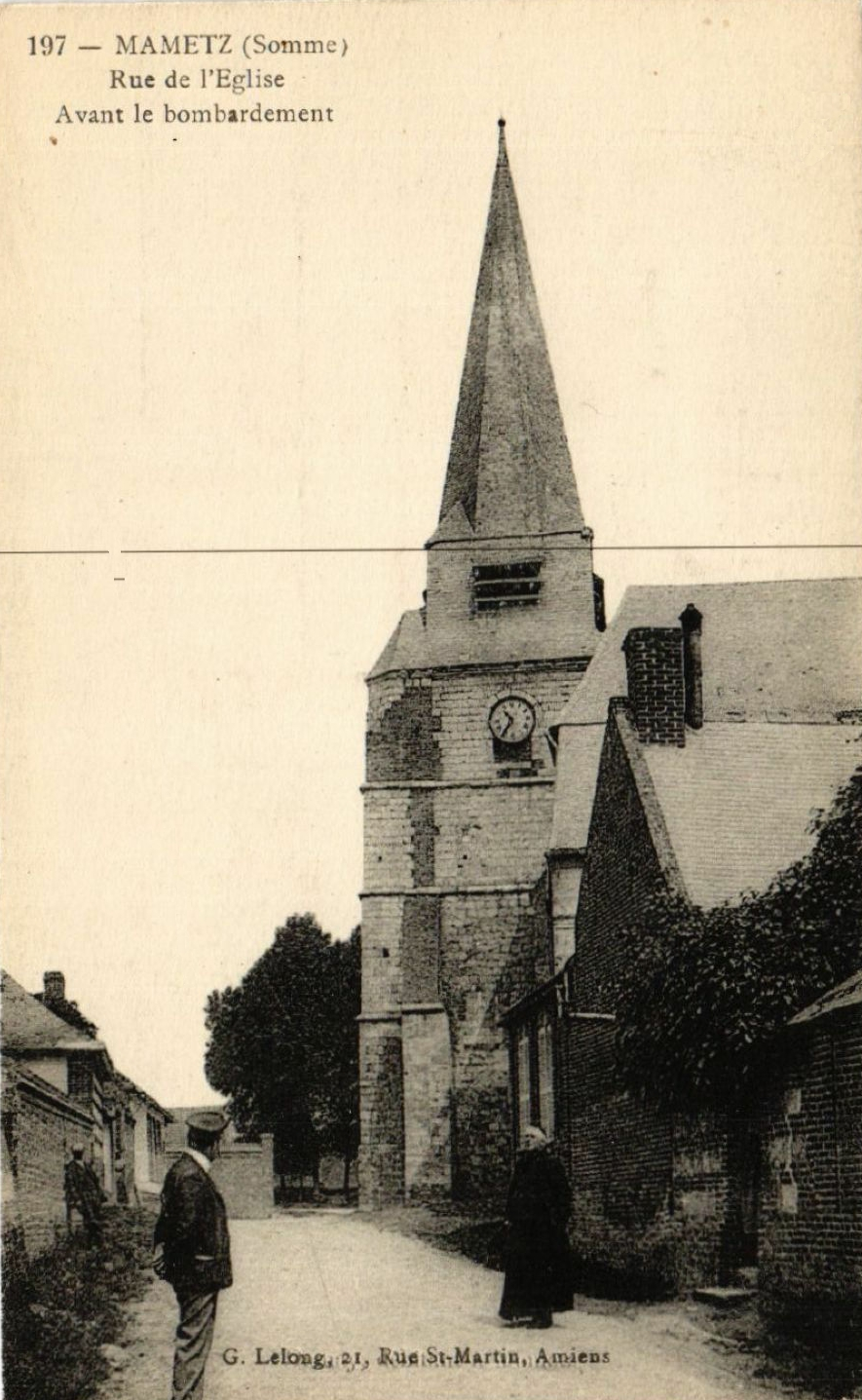
L'ancienne église de Mametz détruite en 1916.
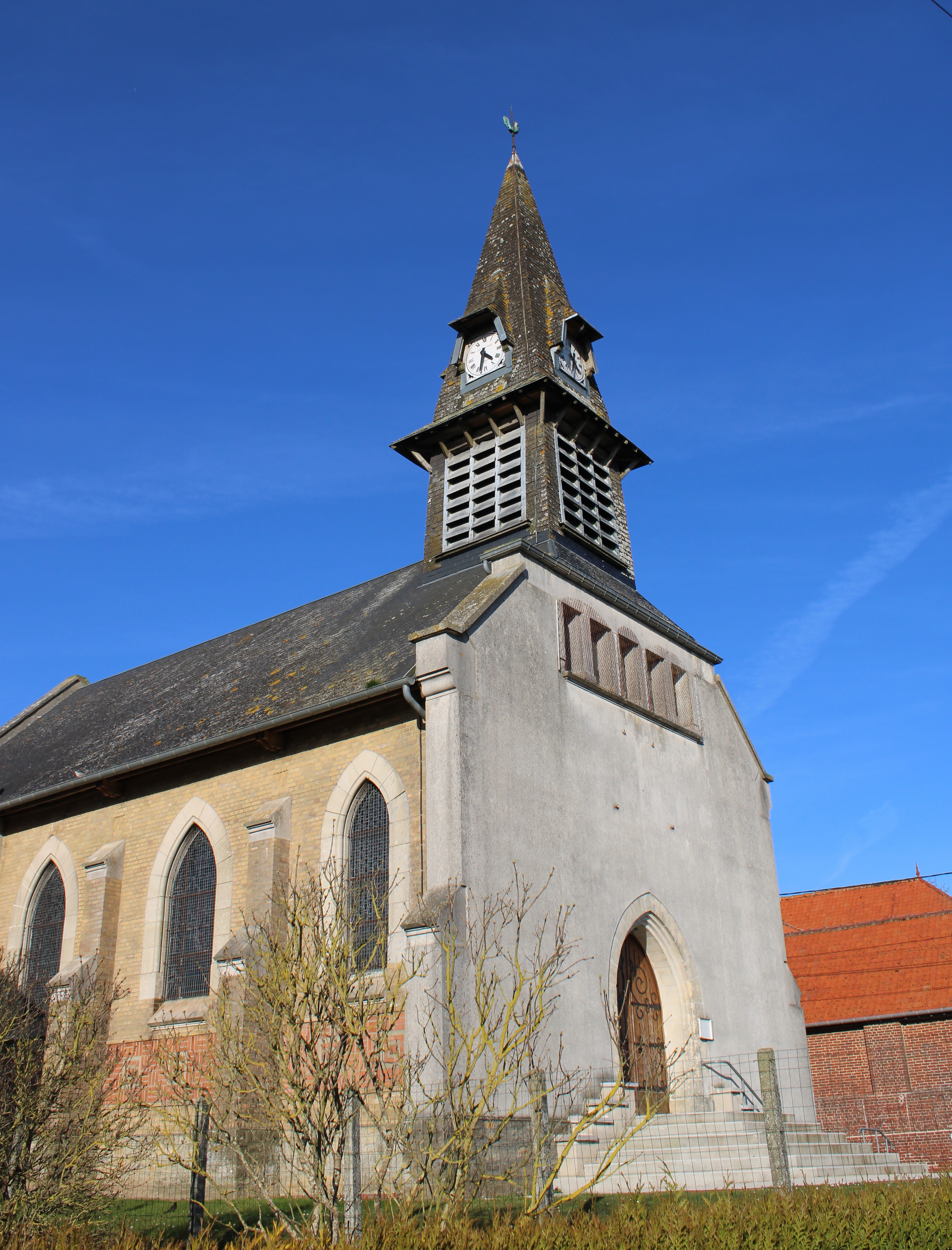
L'église actuelle reconstruite dans les années 1920.

- L'église Saint-Martin[23], rénovée en 2018[24].
- Oratoire à la Vierge, de 1961, situé à l'intersection de la rue de la Libération et de la rue des Moreaux[25].

- Mémorial à la 38e division galloise : situé face au Bois de Mametz, au nord-est du village, inauguré le 11 juillet 1987, le monument à la 38e division galloise, œuvre du sculpteur et forgeron gallois Petersen David, représente un dragon rouge, emblème du Pays de Galles[26].

- Les cimetières militaires du Commonwelth : Dantzig alley british cemetery, Devonshire cemetery, Flatiron copse cemetery, Gordon cemetery[26].
- Plaque au Manchester regiment[26]
- Le circuit du Souvenir passe par le village[27].

### Personnalités liées à la commune
- Le chanoine Louis François Solente, issu d'une ancienne famille mametzienne, est décoré de la Légion d'honneur[28] par l'impératrice Eugénie en 1866.

- Émile Leturcq (1870-1930), né à Mametz, pharmacien à Albert. En tant que maire d'Albert et conseiller général, il met en œuvre la reconstruction d'Albert après la Première Guerre mondiale.

- Robert Solente est né en 1908 à Mametz. Il est professeur au collège d'Albert, adjoint au maire de 1947 à 1959. Grâce à son action militante, le collège d'Albert fut transformé en lycée et prit le nom de lycée Lamarck. Il est président de la délégation spéciale nommée en 1960 par décret du président de la République après à la dissolution du conseil municipal de Mametz. Il a écrit les ouvrages suivants : Essai généalogique, La famille Solente à Mametz et Lamarck biologiste. Il était chevalier de la Légion d'honneur. Une avenue d'Albert porte son nom.

### Mametz dans les arts
Le nom de la commune est cité dans la chanson Butcher's Tale (Western Front 1914), des Zombies, présente sur l'album Odessey and Oracle.

### Héraldique
| Blason de Mametz | Blason  | D'argent à trois maillets de sable.              |
| Blason de Mametz | Détails | Le statut officiel du blason reste à déterminer. |

## Pour approfondir